# Hydroformage

Principe de l'hydroformage à matrices fixes

L'hydroformage est un procédé de fabrication par déformation ; il consiste à déformer plastiquement des pièces d’épaisseur faible (plaques, tubes). La forme finale de la pièce est déterminée par un « moule » appelé matrice. Contrairement au matriçage, il n’y a pas de matrice complémentaire, celle-ci est remplacée par un fluide sous haute pression qui contraint la pièce à prendre la forme de l’empreinte de la matrice. L’utilisation d’un fluide sous pression permet d’appliquer un effort uniforme et dans des zones inaccessibles par d’autres moyens. Ce procédé permet donc d’obtenir des pièces d’une géométrie inédite, notamment des corps creux asymétriques.
Il existe deux principaux types d'hydroformage :
- Hydroformage à matrices fixes : seule la mise en pression du fluide contribue à l'obtention de la forme finale
- Hydroformage à matrices mobiles : les différentes matrices terminent la déformation une fois qu'elle a été amorcée par la pression du fluide.

## Matériaux utilisés
Les matériaux employés pour ce procédé sont très divers mais ont en commun une caractéristique essentielle : leur domaine élastique est le plus petit possible, évitant ainsi un trop grand retour élastique lorsque la pression est relâchée. Malgré tout, le retour élastique, lorsque la pression est relâchée, est inévitable. C’est  pourquoi on procède généralement à une simulation numérique par éléments finis permettant de déterminer le surdimensionnement nécessaire de l’empreinte de la matrice pour obtenir les dimensions voulues sur la pièce finale. Les pièces hydroformées sont principalement en alliages d’aluminium et en alliages d’acier spécialement développés pour ce procédé. On peut aussi utiliser des alliages exotiques pour des pièces très particulières.

## Intérêts technique et économique
- Le processus est économique puisqu’il n’y a pas de consommables excepté le lubrifiant disposé entre la pièce et la matrice à chaque changement de pièce ; de plus il n’y a pas de perte de matière, ce procédé est donc apprécié lorsqu’il s’agit de façonner des pièces en matériaux nobles ou en alliages spéciaux.
- Très grande flexibilité en ce qui concerne la réalisation des prototypes et pièces en petite et moyenne série.
- Les pièces obtenues ont un bon état de surface et des caractéristiques mécaniques améliorées par rapport à d’autres procédés de fabrications.
- Les machines sont facilement automatisables et s’intègrent bien dans un processus de grande série grâce à des cadences élevées.
- Une pièce, habituellement faite de plusieurs parties assemblées par soudage, peut être réalisée par hydroformage en une seule étape réduisant l’encombrement dans l’atelier et augmentant la cadence de fabrication.
- Permet d’obtenir des pièces qui ont un meilleur rapport rigidité/poids

## Historique et perspectives
L’hydroformage est un procédé de fabrication relativement récent, utilisé de manière opérationnelle depuis seulement le début des années 2000. Comme toute nouvelle technologie, l’hydroformage a d’abord été réservé aux industries de hautes technologies, comme l’aérospatiale, qui ont permis sa mise au point et son développement. Aujourd’hui, l’hydroformage est couramment utilisé dans l’aéronautique et commence à se développer dans des industries concernant un public beaucoup plus large.
De nombreux constructeurs automobiles utilisent en effet ce procédé.
Les principales applications dans ce domaine sont le berceau moteur (Ford Mondeo et Contour, Opel Corsa), la poutre de support du tableau de bord (Buick Regal et Oldsmobile Cutlass (en), en 1994), les suspensions et le support de radiateur. Une autre utilisation de l'hydroformage concerne le châssis (Chevrolet Corvette C5,, Opel GT de 2007).

La première production en série d'un élément hydroformé pour un véhicule automobile a eu lieu en 1990 avec la poutre de support du tableau de bord du minivan Chrysler.
L'hydroformage est également fréquemment utilisé dans la fabrication des cadres de vélo en aluminium.